# 藐小棘隙吸虫
藐小棘隙吸虫（学名：Echinochasmus liliputanus）为棘口科棘隙属的动物。分布于埃及以及中国大陆的福建、安徽等地，营寄生生活，终末宿主家狗、家猫、小白鼠、南狐、Milvus aegypticus、鸢、小白鼠、貉、蜂鸢、南狐等以及寄生于肠。